# Carl Cohn Haste
Carl Cohn Haste født Carl Cohn (7. december 1874 – 4. juni 1939) var en dansk pianist, organist, musiklærer ved Det Kongelige Blindeinstitut, komponist og den første formand for Dansk Blindesamfund.
Carl Cohn blev blind som 5-årig efter en øjenbetændelse. Fra 1883-1892 var han elev på Blindeinstituttet. Derefter studerede han på Det Kongelige Danske Musikkonservatorium fra 1893-1895 hos Victor Bendix og Orla Rosenhoff. I 1896 debuterede han som koncertpianist og fra 1898 blev han ansat på Blindeinstituttet som musiklærer. En stor del af de blinde organister, der fik embede starten af 1900-tallet var uddannet af ham. I årene frem til 1911 var han en hovedkraft i dannelsen af Dansk Blindesamfund og blev dets første formand. Jævnsides med sit lærerarbejde og organisationsarbejdet var han i de yngre år jævnligt på koncertturneer både i Danmark og i Sverige og Tyskland. 
I 1928 blev Carl Cohn Haste udnævnt til ridder af dannebrog.

## Musik
- Præludium og fuga i e-mol (klaver 1894)
- Præludium og fuga i g-mol (klaver 1894)
- Paroa symphonia (1902)
- Præludium og intermezzo (klaver 1919)
- Kantate til det Kgl. Blindeforskole (1920)
- Feriescener (klaver 1920)
- Præludium og fuga i f-mol (klaver 1926)
- en del sange